# 新界區專線小巴58K線
新界區專線小巴58K線，由友文投資旗下的友好企業營辦，前營辦商為為冠榮車行旗下上水專線小巴，來往上水站及丙崗，成年人收費為$7.2，使用學生八達通為 $3.8

## 歷史
本路線提供丙崗往來石湖墟及港鐵上水站的專線小巴服務，前身為17線，為1985年11月15日運輸署公開招標的11組共24條專線小巴路線之一，與16及18S線（即現今57K及58S線）編為同一組，於1986年8月28日起投入服務，以取締鄉村車，初時總站為石湖墟（新成路），1988年1月29日起配合北區專線小巴重組改稱58K，總站遷往上水火車站（現稱上水站）。
1998年2月，因應北區醫院正式啟用，增設來往該院的特別班次。
2005年5月1日：增設與九廣東鐵的轉乘優惠，乘客以同一張成人八達通卡於此路線與九廣東鐵（兩鐵合併後則推展至港鐵市區綫）之間轉乘，並於上水站出入閘，可獲$0.5折扣。直至2009年9月30日。
可是，隨著丙崗附近的清河邨及祥龍圍邨陸續落成入伙，該村村民可以步行至清河邨附近的清曉路乘搭巴士出入（而且清曉路有更多公共交通選擇），本路線不再是獨市生意，重要性因而下跌，2014年更因為九龍巴士70K線改善服務而取消來往北區醫院的特別班次。
事實上，此路線的北區醫院特別班次曾多次被運輸署建議延長至翠麗花園並途經天平邨，以便上述地區居民來往北區醫院一帶。惟建議中的班次為每45分鐘一班，比來往天平邨、翠麗花園至北區醫院的步程還要長，且會影響此路線原有來往丙崗之服務，因此遭區議員反對而不了了之。
此外，營辦商冠榮車行曾於的士小巴業界探討未來出路的研討會上表示，現時小巴業界面對港鐵強烈競爭，以及因成本上升而申請加價屢次遭區議會反對的情況下，經營環境相當惡劣，並表示計劃向運輸署申請停辦旗下十多條蝕本專綫小巴路線，當中包括此路線。

## 服務時間及班次
| 上水開      | 上水開       | 丙崗開      | 丙崗開       |
| 服務時間    | 班次（分鐘） | 服務時間    | 班次（分鐘） |
| 每日        | 每日         | 每日        | 每日         |
| ----------- | ------------ | ----------- | ------------ |
| 06:00-23:00 | 10-30        | 06:00-23:00 | 10-30        |

## 行車路線
- 往上水站途經：丙岡路、保健路、粉錦公路、寶石湖路、寶運路、新豐路、龍琛路及龍運街
- 往丙崗途經：新運路、新豐路、寶運路、寶石湖路、粉錦公路、保健路及丙岡路

綠色字為鄉郊路段，不影響行車安全時沿途皆可上落客。

## 外部連結
- 運輸署：新界區專線小巴第58K號線之路線資料及獲准上落客地點
- 小巴薈：新界區專線小巴58K號線 （页面存档备份，存于）
- i-busnet.com：新界區專線小巴路線 路線58K （页面存档备份，存于）